# Kazimierz Wasilewski (zm. 1929)
Kazimierz Wasilewski (ur. 1849 w Warszawie, zm. 17 stycznia 1929 tamże) – polski działacz szachowy, szachista amator, kupiec.
Wasilewski należał do wiodących kupców warszawskich. Prowadził przy ul. Miodowej dom handlowo-rolniczy, specjalizujący się w nasionach. Zasłużył się jako propagator używania w polskim rolnictwie żniwiarek i żniwiarko-snopowiązałek. Powiedzenie z epoki głosiło, że "po dobrą koniczynę i trawę chodziło się wyłącznie na Miodową do Wasilewskiego".
Pozazawodową pasją Wasilewskiego były szachy. Grą zainteresował się w latach 90. XIX wieku i dołączył do grona szachistów, toczących pojedynki na umówione stawki i zakłady w kawiarniach i cukierniach warszawskich. W 1897 należał do kilkunastoosobowej grupy inicjatywnej, która zawiązała Warszawskie Towarzystwo Zwolenników Gry Szachowej. Klub doczekał się zatwierdzenia statutu przez władze carskie w 1899 i w listopadzie tegoż roku otworzył swój lokal przy Krakowskim Przedmieściu, a Kazimierz Wasilewski i inny z inicjatorów powołania towarzystwa Jan Sobieszczański stoczyli wówczas inauguracyjną partię.
W życiu turniejowym, które rozwinęło się po powołaniu Warszawskiego Towarzystwa Zwolenników Gry Szachowej, Wasilewski nie brał udziału jako zawodnik. Zajmował się stroną organizacyjną imprez, przez kilka lat zasiadając w zarządzie towarzystwa oraz pełniąc od 1900 funkcję skarbnika. Grywał partie towarzyskie, partie konsultacyjne (zachowała się m.in. partia, w której Wasilewski razem z Józefem Żabińskim pokonali Szymona Winawera i Jana Taubenhausa), brał udział w pokazach "żywych szachów". Uczestniczył także w symultanach Jana Taubenhausa i Franka Marshalla.